# Vulkanologi
Vulkanologi är studiet av vulkaner, lava, magma och relaterade geologiska fenomen. termen vulkanologi kommer från det latinska ordet vulcanus, eldguden i romersk mytologi. Vulkanologi är en gren av geologin. 
En vulkanolog är en person som studerar uppkomsten av vulkaner och deras nuvarande och historiska utbrott. Vulkanologer besöker ofta vulkaner, särskilt aktiva, för att studera vulkanutbrott, material från utbrott som tefra (som exempelvis vulkanisk aska eller pimpsten), bergarter och lavaprover. En av de huvudsakliga uppgifterna är att förutspå utbrott; det finns idag inget exakt sätt att göra detta på, men att förutspå utbrott kan, likt att förutspå jordbävningar, rädda många liv.